# Ambasia
Ambasia is een geslacht van vlokreeften uit de familie van de Ambasiidae. De wetenschappelijke naam van het geslacht is voor het eerst geldig gepubliceerd in 1871 door Axel Boeck.
De eerste soort die Boeck bij Ambasia indeelde was Ambasia danielssenii, die nu beschouwd wordt als synoniem van Ambasia atlantica. Deze soort was gevonden in de noordelijke Atlantische Oceaan aan de kust van Noorwegen.

## Soorten[2]
- Ambasia anophthalma Kaim-Malka, 2014
- Ambasia atlantica (H. Milne Edwards, 1830)